# Rosacea repanda
Rosacea repanda is een hydroïdpoliep uit de familie Prayidae. De poliep komt uit het geslacht Rosacea. Rosacea repanda werd in 1988 voor het eerst wetenschappelijk beschreven door Pugh & Youngbluth. 